# Бои в Идлибе
Бои за Идлиб — военные действия за крупный город Идлиб (свыше 100 тыс. населения), расположенный на северо-западе Сирии, а позднее — за контроль над одноимённой провинцией, ведущиеся в ходе гражданской войны в стране с 2011 года по настоящее время, между вооружёнными силами Сирии и её союзниками с одной стороны и силами оппозиции, а также радикальными группировками боевиков исламистов с другой.
Город является административным центром одноимённой провинции и имеет стратегическое значение, так как расположен вблизи границы с Турцией, откуда, по словам представителей САВС, боевики получают подкрепления и вооружение (см. Иностранное участие в гражданской войне в Сирии § Турция).
В ходе наступления сирийской оппозиции 2024 года, вся провинция полностью освобождена от правительственных сил.

## Предыстория
В 2011 году, вслед за событиями в Даръа, провинцию Идлиб охватили волнения и антиправительственные выступления. Вооружённые нападения на представителей власти начались здесь ещё в апреле. Так, 6 июня сирийские силовики в городе Джиср-эш-Шугур на востоке провинции Идлиб потеряли, в том числе во время нападения на штаб-квартиры городской полиции и спецслужб, по официальным данным, убитыми 120 человек.

## Первая битва за Идлиб (2012)
С началом гражданской войны город был занят повстанцами. Они контролировали город несколько месяцев, когда им удавалось противостоять нападениям со стороны правительственных сил.
С 10 по 13 марта 2012 года вооружёнными силами Сирии была проведена военная операция с целью очистки города от сил оппозиции. За неделю до этого произошло наращивание военной силы и началась подготовка к штурму (так, 9 марта колонна из 42 танков и 131 транспорта с военными направились в сторону города). Город обороняли 1000—1300 повстанцев, имелось 2 танка.
13 марта, после упорных[уточнить] боёв, правительственные войска заняли город.
Правительственные войска потеряли 7 солдат убитыми, 6 танков выведены из строя.
Оборонявшиеся потеряли 36—52 убитыми, 130 пленными.
В июле того же года сообщалось, что большая часть провинции Идлиб снова оказалась под контролем повстанцев.

## Взятие Идлиба боевиками (2015)

Ситуация в провинции Идлиб весной 2015 года перед захватом города боевиками

Основная статья: Битва за Идлиб (2015)
24 марта 2015 года в Идлибе начались боевые действия между правительственной армией и отрядами различных исламистских организаций, объединённых в «Армию Завоевания».
25 марта боевикам удалось отбить четыре контрольно-пропускных пункта, которые они потеряли накануне. Весь день бои шли у въезда в восточную часть города. Вечером, по сообщениям властей, в Идлиб прибыла 11-я бронетанковая дивизия и провела контратаку в промышленном районе города. При попытке напасть на блокпост сирийской армии был убит один из лидеров группировки «Ахрар аш-Шам» — Абу Джамиль Юсуф Кутуб. В этот же день погиб и полевой командир местного подразделения «Хезболлы» — Аль Хадж Валаа.
К концу второго дня боёв, боевикам удалось захватить 17 контрольно-пропускных пунктов и армейских блокпостов.
После пяти дней ожесточённых боёв, командование сирийской армии приняло решение отступить из города. Таким образом, Идлиб с населением в 100 тысяч человек стал вторым городом, после Ракки, который полностью перешёл под контроль боевиков.
Во время отступления правительственных войск были казнены 15 заключённых, которые находились в местном отделении разведки. По сообщениям оппозиции, 36 солдат правительственной армии были казнены за передачу повстанцам разведданных для наступления.
В мае исламисты контролировали уже всю территорию провинции.

## Дальнейшее противостояние
20 декабря 2015 центр города был подвергнут бомбардировке с воздуха, вследствие чего, по неподтверждённым данным, погибло 45 человек и 170 человек получило ранения, в том числе и дети. Представители оппозиции сообщили, ссылаясь на местных жителей, что удары были нанесены по местному рынку, жилым домам и административным зданиям. Всего было нанесено восемь ударов.
По утверждениям сирийской оппозиции, удары нанесла российская авиация. Российская сторона отвергла обвинения в бомбардировках гражданского населения Сирии, назвав их фейком.
Севернее Идлиба, между провинцией и сирийско-турецкой границей, расположен район Африн, подконтрольный курдским «Отрядам народной самообороны» (YPG), которые Анкара считает ответвлением от запрещённой в Турции Рабочей партии Курдистана (РПК).
2015—2016 годы — район Байырбуджак, расположенный недалеко от провинции Идлиб и сирийско-турецкой границы, и населённый преимущественно туркоманами, на протяжении нескольких месяцев подвергался бомбардировкам.
4 апреля 2017 — инцидент с химическим оружием в Хан-Шейхуне (89 погибших).
4 мая на переговорах в Астане Россией, Турцией и Ираном подписан меморандум о создании в Сирии зон безопасности. Согласно документу, провинция Идлиб, которая на тот момент оставалась единственным регионом в Сирии, практически полностью контролируемым силами оппозиции, стала частью самой обширной, первой зоны деэскалации; помимо Идлиба, в неё также вошли граничащие с нею северные районы провинции Латакия, западные районы провинции Алеппо и северные районы провинции Хама. Турции (которая, вместе с Россией и Ираном, является страной — гарантом перемирия в Сирии) было предложено осуществлять контроль над данной зоной деэскалации; турецкая сторона отнеслась к этому предложению позитивно. По мнению экспертов, Россия никаких своих интересов в Идлибе не преследует и вполне готова согласиться с тем, что эта провинция станет турецкой зоной влияния, и «именно поэтому российская сторона не поддерживает желание сирийского режима начать военные действия в Идлибе». Также, в ситуацию в Идлибе не собираются вмешиваться США, которые имеют свою сферу влияния на востоке Сирии.
В июле 2017 года в провинции Идлиб произошли кровопролитные столкновения между различными группами боевиков. Жестокие бои между вооружёнными формированиями за влияние в регионе и контроль над каналами поставок техники, вооружения и припасов из Турции продолжались на протяжении нескольких дней и привели к сотням убитых и раненых боевиков.
Сентябрь: сирийская оппозиция поддержала идею создания зоны деэскалации в Идлибе.

### Наступление правительственных войск

Наступление Сирийской армии. Январь 2018

9 декабря 2017 года — САА при поддержке ВКС РФ вошла в провинцию Идлиб.
15 декабря — Российские самолёты наносили бомбовые удары по укрепрайонам группировки «Хайят Тахрир аш-Шам» у населённых пунктов Абу-Дали, Абу-Тенаха и Мушарифа, нанося большой ущерб обороне джихадистов.
21 декабря — САА начала штурм позиций «Хайят Тахрир аш-Шам» в Абу-Дали.
25 декабря — САА и ВКС РФ завершили подготовку к наступлению в Идлибе, и в последние дни 2017 года начали операцию в провинции, ежедневно возвращая отдельные деревни под свой контроль.
27 декабря — «Силы Тигра» при поддержке ВКС РФ зачистили от боевиков три населённых пункта на юге провинции Идлиб.
28 декабря — «Тигры» при поддержке ВКС РФ освободили Абу-Дали в провинции Идлиб.
30 декабря — Правительственные войска Сирии успешно продолжают крупномасштабное наступление на юге провинции Идлиб, приближаясь к стратегической военной базе Абу-эд-Духур.
6 января — в южной части провинции Идлиб продолжилось полномасштабное наступление сирийской армии. После массированного удара российской авиации правительственные войска освободили населённые пункты Шейх Барака и Умм Мавалаят, расположенные южнее города Синджар, а также деревни Хава, Тель Амара и Расм Аль-Саид к востоку от Синджара.
7 января — правительственные войска Сирии и их союзники в ходе продолжающегося наступления освободили от боевиков группировки «Хайят Тахрир аш-Шам» стратегически важный населённый пункт Синджар на юго-востоке провинции Идлиб, в 15 км от военной авиабазы Абу-Духур.
10 января — САА и отряды народного ополчения освободили от противника военный аэродром Абу-Духур в 50 км от города Идлиб, однако на следующий день были выбиты боевиками «Хайят Тахрир аш Шам».
20 января — Правительственные войска Сирии взяли под свой контроль авиабазу Абу Духур и приступили к штурму города Абу-Духур.
22 января — САА, при помощи ВКС РФ, освободила город Абу-Духур в провинции Идлиб.
29 января — САА выбили исламистов с высоты Тель-Азу.
31 января — САА при поддержке ВКС РФ освободила город Мушерифа. «Силы Тигра» при поддержке ВКС РФ и САВВС продвигаются к стратегическому городу Серакиб в провинции Идлиб.
2 февраля — «Силы Тигра» завершили операцию в Идлибе.
3 февраля —  Штурмовик Су-25 ВКС РФ сбит боевиками «Хайят Тахрир аш-Шам» в Идлибе. Лётчик катапультировался, но погиб в бою с боевиками.

### Создание «Зон деэскалации»

Турецкие наблюдательные посты в зоне деэскалации Идлиб

В мае 2018 года Россия, Иран и Турция в рамках выполнения астанинских договорённостей завершили создание в провинции Идлиб наблюдательных пунктов для обеспечения контроля за режимом прекращения огня.
В идлибскую зону деэскалации в рамках соглашения о прекращении огня свозили непримиримых боевиков из других районов Сирии, в том числе из пригорода Дамаска Восточной Гуты, Хамы и Хомса, а также из Дераа.
С самого начала конфликта Турция имела значительное влияние на процессы в провинции. Прежде всего сама провинция граничит на северо-западе с Турцией, а на севере она примыкает к сирийским территориям, которые турецкие войска заняли в ходе операции «Оливковая ветвь» против курдов. В самой зоне деэскалации находится большое количество формирований вооружённой оппозиции, подконтрольной туркам.
С 15 августа удары авиации САВВС и ВКС по позициям «Хайят Тахрир аш-Шам» и «Исламской партии Туркестана» в провинции Идлиб были приостановлены. Возобновлены удары были с 4 сентября.
Октябрь — САА наращивают операцию, продолжающуюся уже неделю; 14 октября был занят стратегически важный город Синджар (получен доступ к военному аэропорту и важному наземному транспортному узлу)..
Подготовка к ожидавшемуся крупномасштабному наступлению в провинции, была приостановлена и заморожена.
В феврале 2019 года ВКС РФ возобновили удары по опорным пунктам боевиков в южной части провинции Идлиб.
Весной 2019 года авиаудары стали наносить массивнее: 13 марта, впервые с сентября 2018 года, были задействованы основные силы ВКС в бомбардировке позиций террористов. Также замечено наращивание военно-воздушной техники России на авиабазе Хмеймим. В апреле удары ВКС по складам и позициям «Хайят Тахрир аш-Шам» возобновились: был уничтожен объект, где производились ракеты для РСЗО, которой боевики обстреливали жилые кварталы Латакии и Масьяфа. 28 апреля боевики группировки «Хурас ад-Дин» попытались нанести удар из реактивных систем залпового огня и самодельных ударных беспилотников по российской авиабазе Хмеймим, однако данная атака окончилась неудачно для боевиков. Российские силы не понесли потерь ни в личном составе, ни в технике, а все ракеты и беспилотники были перехвачены и сбиты силами ПВО авиабазы. В конце апреля и начале мая к бомбардировкам присоединились САВВС. Параллельно с Идлибом удары наносились на севере Хамы, по объектам группировки «Джейш аль-Изза». Также Сирийская арабская армия начала стягивать тяжёлую военную технику к югу Идлиба и северу Хамы. Боевики объявили мобилизацию своих сил и начали стягивать подкрепления, в том числе и элитные силы с севера Алеппо, на восток и юг провинции Идлиб.

### Операция «Идлибский рассвет»

Наступление САВС в январе — марте 2020

6 мая 2019 года Сирийская арабская армия (САА) при активной поддержке ВКС России начала военную операцию «Рассвет Идлиба». Место проведения операции — регион под названием Большой Идлиб — провинция Идлиб с примыкающими к ней районами провинций Латакия, Хама и Алеппо.
В результате первого этапа наступления от боевиков были освобождены города Кафр-Набудех, Калаат аль-Мадик, Хан-Шейхун, Аль-Латамина и Кафр-Зита. Наступление неоднократно прерывалось из-за позиции Турции, не желавшей сдавать ту часть сирийской территории, которую она де-факто контролирует через исламистские группировки.
18 мая на фронтах Хамы, Латакии, и в том числе Идлиба вступил в силу режим прекращения огня на 72 часа. Боевые действия были приостановлены в связи с праздниками Рамадана.
11 июня ВКС России возобновили удары по позициям террористов в Идлибе. 19 июня ВКС России разбомбили мастерские и склады боевиков в сирийском Идлибе. Помимо города Идлиб, российская и сирийская авиация нанесли удары по позициям боевиков в Кансафра, Маарат ан-Нуман, Серакиб, Хан Шейхун, Ариха, Кафр Саджна и ряде других селений региона «большой Идлиб» (провинции Хама и Идлиб, части регионов Алеппо и Латакия).
27 июня сирийская армия готовит наступление на стыке провинций Хама и Идлиб. «Хайят Тахрир аш-Шам» стягивает силы и вооружение в том же регионе.
30 июня ВВС коалиции нанесли авиаудар на западе Алеппо и по Большому Идлибу, уничтожив полевых командиров группировки «Хурас ад-Дин», подчиняющейся Аль-Каиде. Это первый удар Коалиции по Идлибу с 2017 года.
22 августа 30-я дивизия Республиканской гвардии заняла город Хан-Шейхун.
1 сентября удар США по Идлибу привёл к многочисленным жертвам и разрушениям.
Вторая фаза наступления в Идлибе началась 19 декабря 2019 года. Целью этого этапа наступления является взятие города Мааррат-эн-Нууман и установление контроля над стратегическим шоссе М5 Дамаск — Алеппо, которое очень важно для оживления хозяйственной деятельности Сирийской Арабской Республики.

#### 2020
В январе 2020 года САА продолжила наступательную операцию на юго-востоке провинции Идлиб, начатую в декабре. Войска, продвигающиеся по шоссе Абу-Мекка — Мааррат-эн-Нууман, на 3 января находились в 10 км от форпоста боевиков. Сирийское командование предлагало боевикам сдать без боя Мааррат-эн-Нууман, чтобы не подвергать опасности мирное население, однако договориться не удалось.
26 января сирийская 25-я дивизия специального назначения с боями вышла на окраины города Маарет ан-Нууман; если САА освободит этот город, то получит под свой контроль важнейший участок автодороги Хама — Алеппо, также армия получит возможность продвижения с двух сторон в сторону города Серакиб.
Утром боевики были выбиты из Аль-Гарфаха, после чего сирийские солдаты закрепили успех и смогли продвинуться в направлении позиций противника близ Маарет ан-Нуумана (ливанские информационные ресурсы сообщают о том, что поражение боевикам в районе Аль-Гарфаха удалось нанести после использования ствольной и реактивной артиллерии). Это наступление стало ответом на попытку боевиков отбросить САА восточнее — в направлении города Джарджаназ.
Контроль над Мааррат-эн-Нууманом сирийская армия вернула к 28 января.
5 февраля САА отбила у боевиков стратегически важный город Серакиб (этот город расположен к востоку от города Идлиб на пересечении шоссе Алеппо — Хама и Алеппо — Латакия); это вызвало недовольство Анкары (президент Турции 19 февраля потребовал от Дамаска отвести свои войска к тем территориям, которые они занимали в конце декабря 2019 года, перед началом военных действий в восточной части провинции Идлиб); несколько дней спустя протурецкие формирования совместно с ВС Турции начали предпринимать контратаки, чтобы вернуть Серакиб.
К 18 февраля сирийская армия взяла под полный контроль трассу Дамаск — Алеппо, она была деблокирована впервые за семь лет; эту стратегически важную государственную транспортную артерию, связывающую два крупнейших сирийских города, официально открыли для гражданского транспорта 22 февраля.
Также были освобождены западные пригороды Алеппо — город впервые полностью очищен от боевиков.
27 февраля сирийская оппозиция попыталась вновь захватить Серакиб; так, SANA сообщала, что боевики «большими силами нападают на оборонительные рубежи правительственных войск. Подразделения сирийской армии ведут ожесточённые бои с незаконными бандформированиями», по их данным, в штурме участвуют террористы-смертники, которые подрывают заминированные машины у армейских позиций, но сирийские правительственные войска успешно отразили атаки; однако, по другим сведениям, — боевики вошли в город.
В Идлибе сохраняется напряжённая ситуация, которая обостряется противостоянием Турции и Сирии в регионе (так, в это же время боевики и турецкие специалисты обстреливали сирийские и российские самолёты, выполнявшие боевые вылеты).
Инцидент у Бехуна и обострение ситуации
Вечером 27 февраля САВВС (совместно с ВКС России) нанесли удар по турецкому конвою (по другим сведениям — протурецкой сирийской оппозиции, в которой находились и турецкие военные) в районе Джебель-аз-Завия в районе н.п. Бехун (ранее из этого же района самолёты ВКС России были обстреляны из ПЗРК предположительно турецкими военнослужащими); в результате  авиаудара погибли 33 военнослужащих, ещё 32 получили ранения.
По заявлению России, удар был нанесён сирийскими ВВС по объекту боевиков в котором «не должно было быть турецких ВС».
После этого инцидента Турция пообещала отомстить президенту Сирии Башару Асаду за гибель солдат и начала наносить массированные ответные удары по сирийским войскам в регионе. Ситуация резко обострилась; прошло экстренное заседание Совбеза ООН, Турция созвала совещание Совета НАТО и объявила о проведении в регионе операции «Весенний щит»[уточнить].
За 29 февраля протурецкие боевики Сирийской национальной армии при поддержке армии Турции вытеснили сирийских военных из девяти селений в районе Идлиба. Применяется тяжёлое вооружение; за последние 24 часа подбиты шесть танков, уничтожены три артиллерийских орудия, два броневика, 12 пикапов, убиты 46 сирийских военнослужащих.
SANA сообщило об уничтожении турецкими военными двух бомбардировщиков Су-24 ВВС Сирии (пилотам удалось катапультироваться); агентство Anadolu заявило, что они были сбиты при попытке атаковать самолёты ВВС Турции; дополнительного подтверждения эта информация не получила[уточнить].

Сирийское правительство отказалось останавливать наступление.

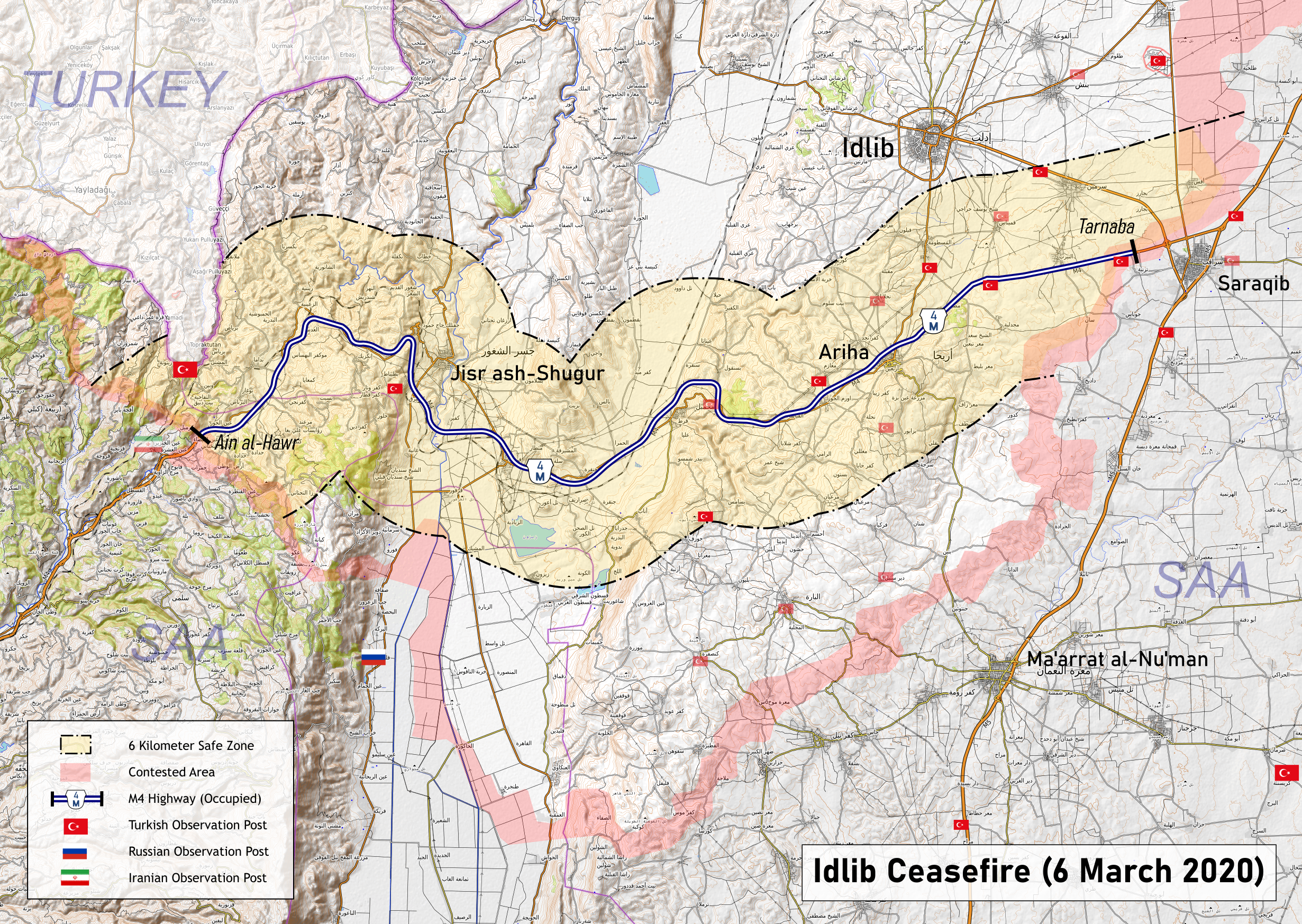
«Зона безопасности» у трассы М4, по итогам российско-турецких переговоров от 5 марта

1 марта появились сообщения о том, что сирийские ПВО сбили над провинцией Идлиб от 3 до 9 турецких ударных беспилотников.
2 марта САВС в ходе наступления вновь взяли стратегический город Серакиб; в тот же день для обеспечения безопасности в город были введены подразделения российской военной полиции; на следующий день поддерживаемые Турцией отряды сирийской оппозиции предприняли две безуспешные попытки атаковать удерживаемый сирийскими военными Серакаб.
3 марта F-16 ВВС Турции сбили в Идлибе сирийский самолёт L-39; после случившегося сирийская авиация приостановила полёты. В дальнейшем российские Ту-214 и Ил-22ПП оказывали поддержку в воздухе сирийской авиации радиоэлектронным противодействием турецким истребителям.
Перемирие
На переговорах 5 марта в Москве президентов России и Турции достигнута договорённость об установлении перемирия в зоне конфликта, с 0:00 часов того же дня; кроме того, создаётся коридор безопасности вокруг шоссе М4 Латакия — Алеппо глубиной в 6 км по обе стороны, а к 15 марта военные двух стран должны договориться о совместном российско-турецком патрулировании в этой зоне.
«Хайят Тахрир аш-Шам», которой там формально подчиняются отряды радикальных боевиков-иностранцев, московские договорённости и перемирие не признала и призвала к борьбе.
Турецкая армия отводит своё вооружение и военную технику к северу от установленного коридора безопасности; на 11 марта уже отведена треть тяжёлого оружия (при этом, турки не будут выводить тяжёлое вооружение из своих наблюдательных пунктов).
Нейтрализация американских дронов
18 августа, по сообщению Пентагона, в небе над западной частью провинции Идлиб были одновременно потеряны сразу два дорогостоящих ударно-разведывательных дрона MQ-9 Reaper («Жнец»), вылетавших парой на боевое задание с ракетами AGM-114R9X на борту. Как выяснилось позже, беспилотники были ликвидированы бойцами правительственной армии, которые предположительно использовали для это белорусскую систему РЭБ «Гроза-С» (бел. Навальніца-С).